# Maurice Brasset
Pour les articles homonymes, voir Brasset.
Maurice Brasset (12 avril 1884-5 avril 1971 à l'âge de 86 ans) est un avocat et homme politique fédéral du Québec.

## Biographie
Né à Havre-Aubert dans les Îles-de-la-Madeleine, il devient député du Parti libéral du Canada dans la circonscription de Gaspé en 1930. Réélu en 1935, il est défait en 1940.